# Dialogo patriottico sul libero commercio dei viveri
Il Dialogo patriottico sul libero commercio dei viveri è un romanzo storico pubblicato nel 1799 a Firenze da  “Dai torchi di Antonio Brazzini stampatore e libraio nella condotta” in una prima edizione anonima. Solo nel 1956 fu ricollegata all'operato del avvocato Gregorio Fierli.

## Contesto storico
La Toscana del 1700 era un Granducato e si era assistito, nel 1737, all'investitura del primo granduca della dinastia lorenese. Nelle mani di Pietro Leopoldo di Lorena, il granducato conosce la fase più innovativa del governo lorenese, in cui una solida politica agraria si accompagna alle riforme del commercio, dell'amministrazione pubblica e della giustizia. Il granduca avvia una politica liberista e introduce la libertà nel commercio dei grani abolendo i vincoli annonari che bloccavano le colture cerealicole, ma l'avvenimento capitale è, dopo tanti secoli, la liquidazione delle corporazioni di origine medioevale ostacolo principale per un'evoluzione economica e sociale dell'attività industriale. Introduce poi la nuova tariffa doganale del 1781, in base alla quale vengono aboliti tutti i divieti assoluti, che sono sostituiti da dazi protettivi, tenuti, del resto, a un livello molto basso in confronto a quelli allora in vigore. Tuttavia, ben presto queste riforme generarono il malcontento popolare. In particolare, a Livorno, come in altri paesi, le reazioni contrarie ai provvedimenti liberistici relativi al commercio dei grani, i quali erano ritenuti la principale causa del carovita, sfociano in disordini difficilmente contenibili. Ciò fornì alla reggenza l’opportunità di trasgredire le disposizioni di Pietro Leopoldo e di revocare la libertà del commercio frumentario e vietare l’esportazione di grano e oli.
La reazione dell’imperatore fu molto decisa e l’8 ottobre 1790 ordinò il ripristino della libertà del commercio frumentario. In uno scenario toscano di tumulti e incertezze, l’opera che Fierli realizza descrive quello che è il suo pensiero politico economico e la sua posizione, seppur pacifica, in merito al dibattito che vede contrapporsi l’Annona alle leggi della libertà del commercio.

## Trama
L’opera è ambientata in una “Bottega di Caffè” fiorentina e descrive la conversazione avvenuta tra un anziano viaggiatore toscano e un giovane anche esso d’origini toscane.
Il dialogo tra i due protagonisti è incentrato sulle vicende che, in quel periodo, stanno interessando l’economia toscana; in particolare, fulcro dello stesso sono le leggi della libertà del commercio.
Il giovane toscano, almeno inizialmente, chiarisce al suo compagno di conversazione il suo auspicare per il ritorno ai regimi dell’Annona poiché egli è amareggiato dal rincaro dei prezzi delle derrate alimentari. Attribuisce, inoltre, la colpa di ciò all'operato dei commercianti, perciò definiti Trecconi, e giustifica la sua posizione asserendo che l’opinione popolare li ritiene responsabili del rincaro dei prezzi poiché le derrate alimentari, per giungere nei magazzini, attraversano una serie di passaggi intermedi che ne aumentano a piacimento dei mercanti il prezzo stesso. Le idee del giovane toscano sono per lo più basate sulla soppressione del libero commercio e la riduzione dell’autonomia dei mercanti mediante leggi volte a fissare il prezzo di vendita limite delle derrate; in particolare, egli sostiene che la legge debba occuparsi di regolare l’uscita dei beni di prima necessità a seconda che ci si trovi in un periodo di abbondanza o carenza dei medesimi. Tuttavia, l’anziano viaggiatore si dimostra subito non concorde con la posizione assunta dal giovane e chiarisce allo stesso molti meccanismi che nella sua trattazione aveva ignorato. Innanzitutto, dall'alto della sua esperienza, illustra al giovane il sistema poco efficiente dell’Annona che era causa della presenza di cattivi alimenti, oscillazioni sensibili dei prezzi dei medesimi, nonché di disordini sociali. A tal proposito l’autore utilizza una similitudine carica di significato, ossia: “Simili ad un infermo che spera mutando situazione di star meglio e invece si trova a star peggio” per spiegare come l’embrione di pensiero popolare che riteneva il regime dell’Annona migliore del libero scambio era, in realtà, solo un pensiero privo delle adeguate conoscenze. La mancata conoscenza era l’unica ragione che poteva portarlo a sostenere che, cambiando la struttura, si potesse aspirare al benessere, tuttavia, questa si rivelava essere la principale motivazione che portava l’uomo a peggiorare la sua condizione. L’anziano viaggiatore prosegue poi la sua riflessione illustrando al giovane toscano come, nello Stato della libertà del commercio, tutto sia in perfetto equilibrio e come questo possa essere intaccato dalla presenza di “leggi” volte alla regolamentazione dei flussi di commercio e dei prezzi delle derrate alimentari.
Egli individua in questa politica la capacità di generare disordini e conflitti; in particolare, una legge volta a fissare il prezzo delle derrate avrebbe causato, qualora questo prezzo fosse stato maggiore rispetto ai paesi limitrofi, emigrazioni consistenti. Al contrario, se tale prezzo fosse stato minore rispetto ai Paesi limitrofi, ciò avrebbe comportato l’uscita di ingenti flussi di merci dal Paese e la carenza di queste nel territorio stesso. Dimostrando così al suo interlocutore che il prezzo della libertà del commercio è il prezzo più giusto. Il giovane toscano, però, non del tutto persuaso dalle conoscenze del suo compagno di conversazione si domanda allora come sia possibile che un sistema in cui vi siano tanti consumatori, quindi un’elevata domanda di beni di prima necessità, possa portare a un certo punto alla riduzione dei prezzi. A questo punto, la descrizione del sistema che l’autore ci propone è illuminante in quanto egli si ritiene consapevole delle leggi che spingono il prezzo di un prodotto ad aumentare qualora se ne faccia una domanda altrettanto elevata; tuttavia, aggiunge, che in un sistema ove il prezzo dei beni garantisce elevati profitti si realizzano maggiori produzioni di beni (si realizza l’Abbondanza) le quali contribuiranno con la loro varietà a tenere il prezzo delle Derrate nel suo vero equilibrio.
Egli ritiene, inoltre, che la Gabella proposta dal giovane toscano come possibile soluzione all'incremento dei prezzi dei viveri possa in realtà portare solamente a un blocco dei commerci. L’anziano viaggiatore ritiene, infatti, che lo scambio di merci con i Paesi esteri consenta di far affluire risorse, come oro e argento, che non sono presenti nel territorio. Afferma, inoltre, che l’uomo è per indole vendicativo e l’imposizione di dazi e imposte porterebbe gli altri stati ad attuare le medesime politiche protezionistiche con l’unico risultato di accrescere i costi, il contrabbando e lo scompenso popolare. L’autore perfeziona il suo ragionamento nel prosieguo dell’opera asserendo che manifattura e industria possono svilupparsi solo grazie alle rendite prodotte con la coltura dei terreni e che il prezzo delle cose necessarie alla vita è la misura del prezzo della manodopera e quando esso aumenta allora si avrà necessariamente che il prezzo della manodopera aumenti proporzionalmente permettendo agli artisti e ai bottegai di quel tempo una consistente crescita economica frutto della libertà del commercio.
A questo punto l’autore utilizza un ulteriore similitudine:"come quei mariti, che avendo ottenuta da Giove la grazia di poter barattare le loro mogli credute cattive, ebbero dopo pochi giorni a presentar nuova supplica per riaverle” . Per meglio spiegare come il benessere ottenuto dal libero commercio, qualora questo fosse abbandonato, potrebbe ridursi sino a spingere il pensiero popolare alla volontà di ritorno alle leggi della libertà dei commerci.
Nelle ultime battute della conversazione l’anziano viaggiatore spiega al giovane toscano che scopo dei governi e delle leggi dovrà essere quello di difendere l’ordine naturale prescritto dalle leggi stesse del moto, in virtù del quale ogni cosa giunge al suo equilibrio. In particolare, il prezzo degli alimenti si equilibra con il prezzo dei salari e questi a loro volta costituiscono due delle più grandi sorgenti della ricchezza poiché permettono all'individuo di garantirsi sostentamento e di consumare.
Tale salario, ovviamente, è un compenso che dipende strettamente dai guadagni dei proprietari fondiari; i quali a loro volta derivano dal prezzo delle derrate. Dunque il prezzo dei viveri aumenta come segno della libera concorrenza la quale è l’arbitra sovrana dei prezzi. L’aumento dei prezzi dei viveri consente maggiori profitti e, di conseguenza, salari migliori che consentono ai lavoratori, così come ai proprietari fondiari, di consumare ed estendere a tutti il benessere economico. Tuttavia, affinché ciò si realizzi, è opportuno che tra le varie classi sociali vi sia, secondo l’autore, reciproca confidenza, amore per la propria patria e bene pubblico poiché quando questi requisiti mancano non resta che allo Stato un interesse particolare che entrando in contrasto con l’interesse particolare altrui genera conflitto.
Al termine della conversazione il giovane toscano si ricrede su molte delle idee sino ad allora sostenute e ciò che si può notare è che, dunque, scopo dell’opera è chiarire una serie di pregiudizi popolari nati dalla mancata conoscenza di molti meccanismi del mercato ed esortare le classi sociali alla collaborazione in virtù della realizzazione del benessere generale.

## Edizioni
- Dialogo patriottico sul libero commercio dei viveri, Firenze, dai torchi di A. Brazzini, 1799.